# QNAP
QNAP Systems, Inc.（キューナップ, 中国語：威聯通科技股份有限公司）は台湾のネットワークアタッチトストレージ (NAS)、ルーター、CPE、ネットワークビデオレコーダー・プレイヤーのメーカー。
NAS製品としては、ファイルシステムとしてZFSを搭載したQESシリーズ、QuTS heroシリーズ、ファイルシステムとしてext4を搭載したQTSシリーズ、クラウド上やESXiなどの仮想プラットフォーム上で動作させることを目的としたQuTS cloudが存在する。
QNAPの製品は世界中で流通しており、20種類以上の言語にローカライズされている。本社は台湾の新北市にあり、ヨーロッパ、北米、アジアを中心に世界中に支社が存在する。

## 沿革
2004年に台湾で設立された。社名の由来は"Quality Network Appliance Provider"の頭文字から。
様々なプロトコル、アプリケーションをサポートした商品を発売している。

## 商品ラインナップ

### デュアルコントローラーNAS
QESオペレーティングシステムを搭載。ZFSをファイルシステムとして使用する。アクティブ-アクティブのデュアルコントローラー構成となっており、非常に高い業務継続性を提供する。
ファイルシステムとしてZFSを搭載していることから、インラインデータ重複排除とインラインデータ圧縮をサポートし、実用量以上のデータを保存することが可能。また、データ保存パスの各所においてチェックサムの確認を行うことで「正しくデータが保存されること」にフォーカスしており、長期間のデータ保管時もファイルシステムベースのチェックサムによりデータの整合性をチェック、整合性が失われた場合には、自動的にデータ整合性を復元することが可能。
主な製品シリーズは、ES2486dc、ES1686dc

### オールフラッシュNAS
メインストレージとしてU.2/U.3 NVMe SSDを搭載可能なNAS製品。デフォルトではQuTS heroをオペレーティングシステムとして搭載。ZFSをファイルシステムとして使用する。SSDをストレージとして扱う場合、
1. RAIDとして使用するメンバーが同じタイミングでTBWに達してしまい、交換が必要となってしまう。
2. ライトアンプリフィケーションが発生する場合、SSDの性能と耐久性が著しく悪くなってしまう。

といった問題が存在する。QNAPはこれらの問題に対して、次のように対策を行っている。
1. QSALという書き込み量分散化アルゴリズムを独自に開発し、適用。RAIDのメンバーSSDのTBWを確認しながら、同じタイミングでTBWに到達しないように調整を行う。これにより、メンバーSSDは1台ずつTBWに到達することになり、安全に順番にSSDを交換していくことが可能となる。
2. ライトコアレッシング技術を独自に開発し、適用。ライトアンプリフィケーションが発生するのは主にランダム書き込みが多い場合であるが、ランダムの書き込み要求が発生した場合に、まとめてブロック化、順次書き込みに変更することでI/Oを減少させ、フラッシュへの書き込みを最適化する。これにより、ランダム書き込み性能を高めるだけでなく、SSDの寿命を延ばすことも可能となるとしている。

ZFSファイルシステムの特徴である、インラインデータ重複排除とインラインデータ圧縮をサポート。データのセルフヒーリングにも対応する。
主な製品シリーズは、TDS-h2489FU、TS-h2490FU、TS-h3088XU-RP、TS-h1290FX、TS-h1090FU
特にTS-h1090FUは1Uサイズで10台のU.2/U.3 NVMe SSDを搭載可能であり、25GbEを搭載していることから、ソフトウェア開発ベンダーのビルド用ストレージ用途や、4K/8K映像編集用ストレージとして使用されるケースが多い。

### 企業向けハイエンドNAS
メインストレージとして3.5インチHDDを搭載可能なNAS製品。デフォルトではQuTS heroをオペレーティングシステムとして搭載。ZFSをファイルシステムとして使用する。近年では、3.5インチHDDベイのほか、2.5インチSSDベイを備えた製品も存在し、SSDを使ったSSDキャッシュ、ホットデータをコールドデータを分けて保存するQtierといった機能をサポートする。また、基本的に10GbEポートを搭載している。
ZFSファイルシステムの特徴である、インラインデータ重複排除とインラインデータ圧縮をサポート。データのセルフヒーリングにも対応する。また、WORM (Write Once Read Many) に対応していることから、データの変更を許可せず、長期間保存する用途（電子帳簿保存法用のストレージなど）に適している。
主な製品シリーズは、TVS-h1288X、TS-h1887XU、TS-h1886XU-RPR2、TS-h686

### 企業向け2.5GbE NAS
メインストレージとして3.5インチHDDを搭載可能なNAS製品。QTSをオペレーシングシステムとして搭載。2.5GbEを標準搭載しており、企業における既存のカテゴリー5eネットワークインフラでのストレージのパフォーマンスアップを狙うのに適した製品となる。
主な製品シリーズは、TS-1273AU、TS-1264U、TS-473A、TVS-h674(QuTS heroを標準搭載)

### SOHO / HOME向けNAS
メインストレージとして3.5インチHDDを搭載可能なNAS製品。QTSをオペレーシングシステムとして搭載。無料で使用可能なバックアップアプリを活用することで、データのバックアップを定期的に取得、安全に企業データを保存することが可能。また、同じく無料の写真管理アプリQuMagieを使用することで、効率的に写真管理を行うことが可能。QuMagieではAIの顔認識機能をサポートしており、NASに保存した写真を自動的に人物ベースでグルーピングすることが可能。また「森」や「海」といった写真の雰囲気での自動分類や、ジオタグを使った「場所」ベースでの自動分類にも対応。
主な製品シリーズは、TS-464、TS-262、TS-133

### Thunderbolt NAS
メインストレージとして、3.5インチHDDを搭載可能なNAS製品と、E1.S SSDを搭載可能なNAS製品が存在。デフォルトではQuTS heroをオペレーティングシステムとして搭載。ZFSをファイルシステムとして使用する。
Apple社のMacBook Airや、MacBook Pro、近年のクリエイター向けWindowsノートPCなど、標準でEthernetポートを搭載しないノート型PCにおいて、Thunderbolt - Ethernetアダプタなどを使用することなく、NASに接続し高速にファイルの読み書きをすることが可能となる。
「高速」という点においては、Thunderbolt接続のHDD/SSDでもよいと考えられがちだが、その場合WindowsとMacの間でサポートするファイルシステムの違いがあることから、データを共有することが不可能である。NASという形でThunderbolt経由で接続することで、WindowsからもMacからもアクセス可能となり、ファイルの共有が容易になる。
InjestやグレーディングをMacで行い、好みのGPUカードを搭載可能なWindows機でその他編集をするようなワークフローの場合に好んで使用されることが多い。
主な製品シリーズは、TVS-h674T、TBS-574TX、TVS-672XT

### ネットワークスイッチ
2.5GbE + 10GbE、フル10GbE、25GbE、100GbEといったネットワークスイッチが存在。RJ45とSFP+の混在する10GbE環境用にコンボポートを多数搭載するスイッチや、2.5GbEと10GbEポートを搭載するスイッチなど、異なるスピードや、異なるインターフェースに対応したスイッチ製品を数多く有する。
QNAPのスイッチのシリーズごとの特徴は下記のとおりである。
- QSW 1000 Series : すべてのポートが2.5GbE接続となるスイッチ
- QSW 2000 Series : 1GbE/2.5GbE接続ポートと、10GbEアップリンクを備えたスイッチ
- QSW 3000 Series : フル10GbEスイッチ
- QSW 5000 Series : フル25GbEスイッチ
- QSW 7000 Series : フル100GbEスイッチ？(2023年9月時点で、computexでの発表案内のみ)

### SD-WANルーター
QNAPはQuWANというSD-WANソリューションを提供しており、このQuWANに対応したルーター製品を扱っている。
QuWANは無料で使用することができ、クラウド上のオーケストレータにて参加しているデバイスのコントロールが可能となっている。メッシュVPNを自動で組むことができ、チェーン店における各支店の接続などで活用されている模様。
主な製品シリーズは、QHora-301W、Qhora-322、QHora-321

### その他ネットワーク製品
- QMiroシリーズ : ホーム向けWiFiメッシュルータ
- ADRA NDR : セキュリティネットワークスイッチ
- QuCPE : ネットワーク仮想化設備

## 主なアプリケーション

### HBS 3
NAS間バックアップ、クラウドストレージへのバックアップ、CIFSサーバーやクラウドストレージとの同期をサポートする。
類似のNAS製品にはない特徴として「ジョブが完了したことをトリガーにバックアップジョブを開始する」機能がある。これにより、バックアップが同時に走ってしまい、ネットワーク帯域を占有してしまうことや、リソース不足によりバックアップが失敗してしまうといったことを防ぐことが可能。

### QuMagie
NASに保存した写真をタイムライン形式、アルバム形式で閲覧することが可能。
AI人物認識機能を搭載しており、保存した写真の自動的な分類が可能となっている。また「森」「海」「犬」「パーティー」といった形での自動分類や、写真のExifデータを利用した「撮影場所」ベースでの自動分類を使用することが可能。
QuMagieモバイルアプリを用意しており、ルーターにポートフォワードなどの設定をすることなく、出先からも家のNASに保存した写真を閲覧することが可能である。

### QVR Pro
ネットワークカメラの映像をNAS上に保存し、専用クライアントソフト (QVR Pro Client) から閲覧することが可能。
また、QVR humanやQVR faceといった人流分析、顔認識ソリューションと合わせて使用することが可能。
使用できるネットワークカメラは多岐にわたり、ONVIFに対応したものであれば基本使用することが可能であるほか、APIベースで対応しているカメラに対しては、専用クライアントソフト (QVR Pro Client) からPTZの操作なども可能である。

### HybridMount
クラウドストレージへのアクセスをNASが仲介し、NAS上にキャッシュとして用意することで「見た目」のクラウドストレージ上のファイルへのアクセス速度を劇的に改善する。
クラウドストレージの利用が成熟された結果、CAD/CAM、映像編集用動画素材といったファイルは、クラウドストレージでの保存に向かないファイル種類であることがわかってきた。ダウンロードやアップロードに時間がかかるのは当然であり、複数の人が同時にアクセスする場合など、並行してダウンロードが発生することでネットワーク帯域を大きく占有することも問題視される。HybridMountを使用した場合、アップロード、ダウンロードを行うのはNASだけであり、ほかのクライアントはNASにアクセスすることになるため、インターネットへのネットワーク帯域の使用を抑えることが可能である。

## 受賞歴など

### 2023年
| 年月      | アワード名                   | 受賞賞名                | 受賞製品 | 開催国   |
| --------- | ---------------------------- | ----------------------- | -------- | -------- |
| 2023年6月 | Red Dot Award                | Product Design 2023     | TS-410E  | ドイツ   |
| 2023年5月 | Profesional Review           | Gold Award              | TS-i410X | スペイン |
| 2023年3月 | El chapuzas informatico      | Gold Award              | TS-464   | スペイン |
| 2023年1月 | CE Pro/Commercial Integrator | 2023 Top New Technology | TS-410E  | アメリカ |
| 2023年1月 | Professional Review          | Platinum Award          | TVS-h674 | スペイン |
| 2023年1月 | TechRadar Pro                | CES Picks Awards        | TS-464   | アメリカ |

### 2022年
| 年月       | アワード名              | 受賞賞名                                                         | 受賞製品        | 開催国   |
| ---------- | ----------------------- | ---------------------------------------------------------------- | --------------- | -------- |
| 2022年12月 | Hardwaresfera           | Gold Award                                                       | HS-264          | スペイン |
| 2022年12月 | Professional Review     | Platinum Award                                                   | TS-464          | スペイン |
| 2022年9月  | Professional Review     | Gold Award                                                       | TS-433          | スペイン |
| 2022年7月  | Professional Review     | Platinum Award                                                   | TVS-h1288X      | スペイン |
| 2022年6月  | Code Geek               | Gold Award                                                       | TS-233          | スペイン |
| 2022年6月  | Interop Tokyo 2022      | 準グランプリ \| Best of Show Award ネットワークインフラ(SMB)部門 | QSW-M5216-1T    | 日本     |
| 2022年4月  | Professional Review     | Platinum Award                                                   | QSW-M2116P-2T2S | スペイン |
| 2022年4月  | El chapuzas informatico | Platinum Award                                                   | TS-364          | スペイン |
| 2022年2月  | Professional Review     | Platinum Award                                                   | TVS-672X        | スペイン |

### 2021年
| 年月      | アワード名                       | 受賞賞名                              | 受賞製品       | 開催国     |
| --------- | -------------------------------- | ------------------------------------- | -------------- | ---------- |
| 2021年8月 | Professional Review              | Platinum Award                        | TS-473A        | スペイン   |
| 2021年6月 | El chapuzas informatico          | Gold Award                            | QMiroPlus-201W | スペイン   |
| 2021年5月 | Professional Review              | Gold Award                            | QMiro-201W     | スペイン   |
| 2021年3月 | Hardwareluxx                     | Hardwareluxx Excellent Hardware Award | TVS-h1288X     | ドイツ     |
| 2021年2月 | Professional Review              | Platinum Award                        | QHora-301W     | スペイン   |
| 2021年2月 | AOD Alt om Data Datatid TechLife | BEST PRODUCTS OF THE YEAR             | TS-h886        | デンマーク |
| 2021年2月 | Datormagazin                     | Datormagazin Recommended Award        | QHora-301W     | デンマーク |